# Dolichoderus dentatus
Dolichoderus dentatus é uma espécie de formiga do gênero Dolichoderus.